# Cratere Georgina
Georgina  è un cratere sulla superficie di Venere.